# رايموندو أغيليرا
رايموندو أغيليرا (بالإسبانية: Raimundo Aguilera) (7 يناير 1949 في باراغواي - ) هو لاعب كرة قدم باراغواياني في مركز حراسة المرمى. شارك مع منتخب باراغواي لكرة القدم. أما مع النوادي، فقد لعب مع بوتافوغو ريغاتاس وجمعية بورتوغيزا الرياضية ونادي فالنسيا ونادي غواراني (نادي كرة قدم) وأتلتيكو كوليجياليس.

## وصلات خارجية
- رايموندو أغيليرا على موقع قاعدة بيانات كرة القدم.إي يو (الإنجليزية)
- رايموندو أغيليرا على موقع ناشيونال فوتبول تيمز (الإنجليزية)